# 血亲复仇
血亲复仇或血族复仇是古代盛行于阿拉伯半岛的一种原始习俗。某个氏族内部的成员受到其他氏族的侵害时，将被认为是对这个氏族全体成员的伤害。如果经过调停后未取得和解，就会引起对肇事者氏族的集体复仇。